# Benolpe (Kirchhundem)
Benolpe ist ein Dorf mit rund 450 Einwohnern im südlichen Sauerland. Es bildet einen Ortsteil der Gemeinde Kirchhundem im Kreis Olpe (Nordrhein-Westfalen).

## Geografie

### Geografische Lage
Das Dorf Benolpe gehört zum Süderbergland des Rheinischen Schiefergebirges, das auch als Südsauerland oder Olper Land bezeichnet wird. Darin gehört es zum sogenannten Bilsteiner Bergland. Die Ortschaft liegt an den westlichen Ausläufern des Rothaargebirges im Tal der Olpe, eines Bachs, der von Welschen Ennest kommend Richtung Nordosten fließt und in Kirchhundem in die Hundem mündet. Der Ort ist umgeben von den Bergen Rimmert (569 m) im Osten, Wolfshorn (642 m) im Süden, Welperich (543 m), Waare (556 m) und Rehhecke (565 m) im Westen sowie Haardt (527 m) im Norden.

### Nachbarorte
Nachbarorte von Benolpe sind Varste im Osten, Welschen Ennest im Süden, Oberveischede (Stadt Olpe) im Westen, Kirchveischede und Bilstein (beide Lennestadt) im Norden und Heidschott im Nordosten.

## Geschichte
In einer nicht näher datierten Zinspflichtigenrolle des Klosters Deutz aus dem 13. Jahrhundert erscheint der Ort Overolipe. Einige Forscher vermuten, dass es sich hierbei um den Ort Benolpe handelt. Die erste sichere Erwähnung Benolpes kommt in einer Urkunde von 1395 vor, mit der Johann Pepersack, seine Frau Liese und seine Brüder Hermann, Pastor zu Halver, und Wilhelm an Heidenreich von Heggen und Wilhelm Vogd von Elspe ein Viertel der Freigrafschaft Hundem verkaufen. In der Urkunde werden mehrere Einwohner des Dorfes Benolpe genannt, die zur Freigrafschaft gehörten.
Seit dem Mittelalter gehörte das Dorf zur Pfarrei Kirchveischede. Mit dem Erwerb der saynschen Lehnrechte an der Herrschaft Bilstein durch Graf Engelbert III. von der Mark wurde Benolpe 1359 märkisch. Nach Belagerung der Burg Bilstein durch Erzbischof Dietrich II. von Moers wurde das Gebiet 1445 dem kurkölnischen Herzogtum Westfalen angegliedert. Seitdem gehörte Benolpe zum kurkölnischen Amt Bilstein. Die kurkölnische Herrschaft dauerte bis 1802/03, als infolge des Reichsdeputationshauptschlusses die geistlichen Fürstentümer aufgelöst wurden. Das Herzogtum Westfalen wurde dabei dem Großherzogtum Hessen-Darmstadt zugeteilt, kam aber bereits 1816 durch die Verhandlungen des Wiener Kongresses an Preußen. Benolpe wurde 1808 ein Schultheißenbezirk; administrierender Schultheiß war 1812 Karl Joseph Höfer aus Rahrbach. 1826 wurden an Stelle der Schultheißenbezirke Bürgermeistereien gebildet, die in der Regel vier Kirchspiele umfassten. Benolpe kam mit dem Kirchspiel Kirchveischede dabei zur Bürgermeisterei Bilstein. An Stelle der Bürgermeistereien wurden 1843/44 Ämter gebildet, wobei Benolpe mit der politischen Gemeinde Kirchveischede zum Amt Bilstein kam.
Das Dorf war über Jahrhunderte landwirtschaftlich geprägt. Allerdings gab es im ausgehenden 19. und beginnenden 20. Jahrhundert auch zahlreiche Bergleute im Dorf, die auf den benachbarten Erzgruben bei Silberg und Varste beschäftigt waren. Von der 1861 eröffneten Ruhr-Sieg-Eisenbahn profitierte Benolpe nicht direkt. Das Dorf bekam nicht einmal einen Haltepunkt für den Personenverkehr und war deshalb auf den drei Kilometer entfernten Bahnhof in Welschen Ennest angewiesen. Erst 1954 bekam Benolpe einen eigenen Haltepunkt an der Bahnlinie, der aber seit längerer Zeit wieder aufgegeben worden ist.

### Religionen
Seit dem Mittelalter gehörte Benolpe zur katholischen Pfarrgemeinde Kirchveischede. Im Dorf gab es eine der heiligen Elisabeth geweihte Kapelle, die erstmals 1537 erwähnt worden ist. Als 1816/17 zwei emigrierte französische Geistliche hier Sonntagsgottesdienste hielten, wurde das Bedürfnis, einen eigenen Geistlichen zu bekommen, geweckt. 1855 wurde durch acht Einsassen der Grundstock für die Gründung einer Vikarie gelegt, indem sie für 2000 Taler ein Bauerngut in Niederdielfen (Kreis Siegen) erwarben. Der Vikariefonds wurde außerdem während des Baus der Ruhr-Sieg-Eisenbahn weiter gefördert, indem die Benolper Einsassen die ihnen zustehende Grundentschädigung teilweise dort einfließen ließen. Dem Fonds wurden ferner die für Benolpe gezahlten Jagdpachtgelder zugewiesen. 1868 kam es zur Gründung einer Pfarrvikarie. Die katholische Kirchengemeinde St. Elisabeth gehörte zum Pastoralverbund „Am Cölschen Heck“ im Dekanat Olpe, ehe 2013 der Pastorale Raum Kirchhundem im schon 2006 geschaffenen Dekanat Südsauerland gebildet wurde.

### Eingemeindung
Bis zur kommunalen Neugliederung am 1. Juli 1969 gehörte Benolpe zur politischen Gemeinde Kirchveischede im Amt Bilstein und kam dann zur heutigen Gemeinde Kirchhundem im Kreis Olpe.

### Einwohnerentwicklung
| Jahr | Einwohnerzahl |
| ---- | ------------- |
| 1931 | 391           |
| 1935 | 389           |
| 1940 | 360           |
| 1950 | 441           |
| 1959 | 395           |
| 1969 | 415           |
| 1974 | 469           |
| 1978 | 422           |
| 1985 | 461           |
| 1990 | 465           |
| 2010 | 478           |
| 2020 | 457           |

## Kultur und Sehenswürdigkeiten

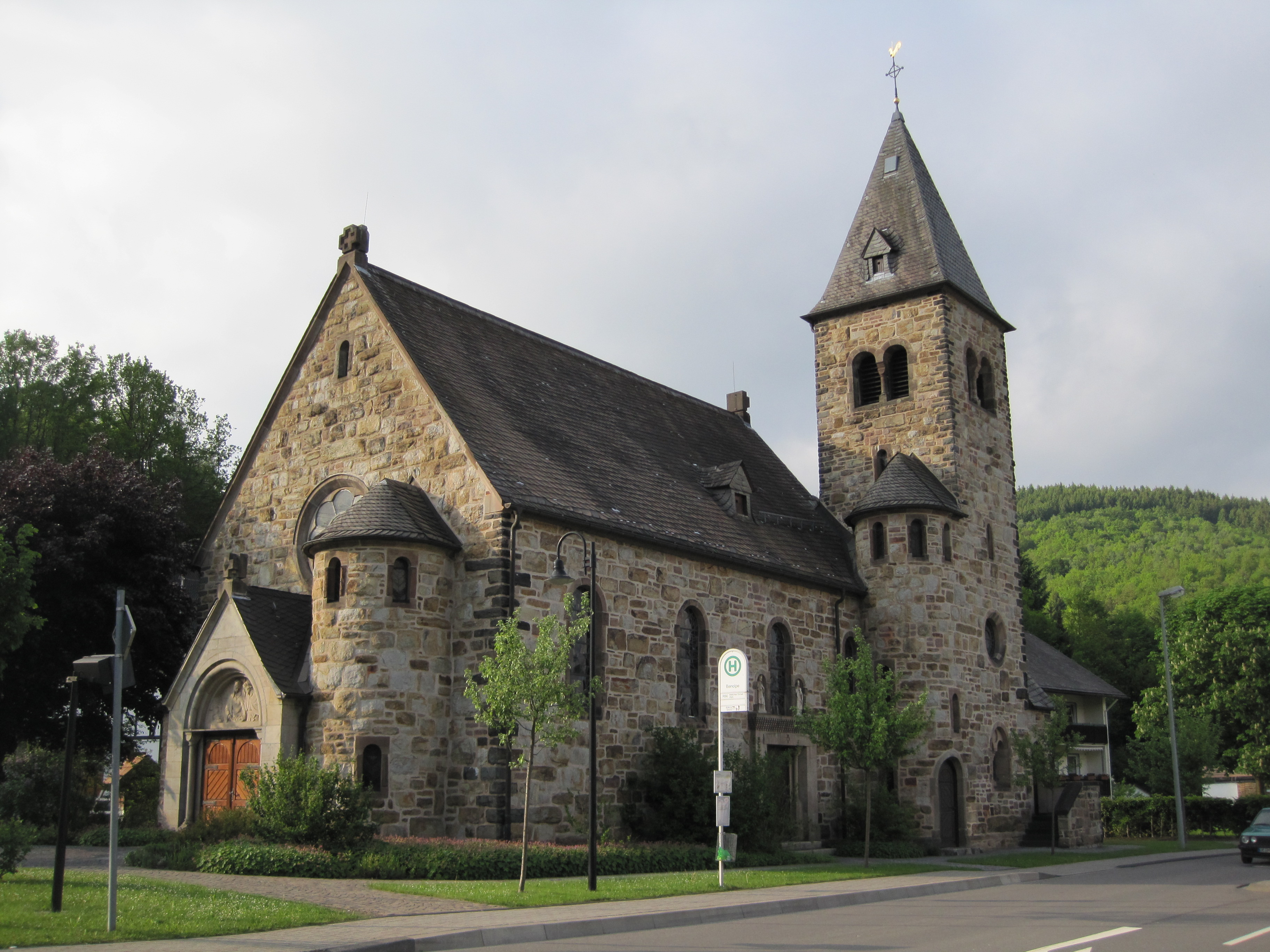
St. Elisabeth

Die katholische St.-Elisabeth-Kirche, die 1912 nach den Plänen des Architekten Pinnenkamp, Bochum durch den Unternehmer Plaßmann, Förde, erbaut wurde, ist eingetragenes Baudenkmal der Gemeinde Kirchhundem. Im Ort befinden sich außerdem zahlreiche Fachwerkhäuser, von denen zwei ebenfalls als Baudenkmal in die Denkmalliste der Gemeinde Kirchhundem eingetragen sind. Im Südwesten des Ortes befindet sich auf einer Anhöhe, dem Beul, eine 1951 errichtete Mariengrotte.

### Naturparks
Benolpe befand sich an der Grenze der Naturparks Ebbegebirge (im Westen) und Rothaargebirge im Osten, die 2015 im Naturpark Sauerland-Rothaargebirge aufgingen.

## Verkehr
Benolpe liegt an der Bundesstraße 517 und an der 1861 eröffneten Ruhr-Sieg-Eisenbahn. Der frühere Haltepunkt existiert heute nicht mehr. Die nächsten Bahnhöfe befinden sich heute im Nachbarort Welschen Ennest sowie in Kirchhundem.

## Öffentliche Einrichtungen
Das Dorf hat einen eigenen Friedhof in Trägerschaft der katholischen Kirchengemeinde. 

## Persönlichkeiten
- Johannes Hatzfeld (1882–1953), Priester, Musiker und Schriftsteller, in Benolpe erinnert heute der Johannes-Hatzfeld-Platz an diese bedeutende Persönlichkeit.
- Walter Gerhold (1921–2013), Einzelkämpfer und Einmanntorpedofahrer, erster Träger des Ritterkreuz des Eisernen Kreuzes der Kriegsmarine im Mannschaftsstand